# Simon Reuben
Simon Reuben ist ein britischer Unternehmer.

## Leben
Reuben entstammt einer jüdischen Familie. Gemeinsam mit seinem Bruder David Reuben gehört ihm das britische Unternehmen Reuben Brothers. Nach Angaben des US-amerikanischen Forbes Magazine gehören die beiden Brüder zu den reichsten Briten. Reuben ist verheiratet und hat Kinder.